# Microhyla palmipes
Microhyla palmipes é uma espécie de anfíbio da família Microhylidae.
Pode ser encontrada nos seguintes países: Indonésia e Malásia.
Os seus habitats naturais são: florestas subtropicais ou tropicais húmidas de baixa altitude, rios e marismas de água doce.
Está ameaçada por perda de habitat.